# Смешарики. Дежавю
«Смеша́рики. ДежаВю́» — российский полнометражный анимационный фильм режиссёра Дениса Чернова в формате 3D, являющийся сиквелом мультсериала «Смешарики» и третьим полнометражным во франшизе. Как и с прошлым мультфильмом, премьера мультфильма планировалась 21 апреля 2017 года, но была перенесена на 26 апреля 2018 года. Мультфильм произведён группой компаний «Рики», включающей в себя студию «Петербург», создателя «Смешариков». Мировая премьера фильма состоялась 26 апреля 2018 года.

## Создание
Разработка третьего полнометражного фильма по Смешарикам шла одновременно с производством фильма «Смешарики. Легенда о золотом драконе». В начале 2014 года сценаристом Смешариков Дмитрием Яковенко совместно с режиссёром Денисом Черновым был написан первый вариант сценария фильма. По словам Дмитрия Яковенко, сценарий писался в дикой спешке за полтора месяца до подачи его в Фонд кино.
Первоначально, сюжет фильма сильно отличался от итогового варианта. Так, герои по сюжету теряли память, попав в прошлое, и они представали в совершенно других образах. Таким образом, создатели хотели отойти от привычных образов круглых героев и показать их с новой стороны. Персонаж Шорк, который по итогу остался в финальной версии фильма, появлялся совершенно по другой причине, а трио музыкантов и вовсе изначально не планировались в фильме, как и некоторые другие моменты. Однако, по указаниям Фонда кино сценарий постепенно менялся и были добавлены некоторые сцены и локации, как например, сцена с Диким западом и многое другое, а главной основой сюжета стал концепт путешествия во времени, который присутствовал в первоначальной версии сценария.

## Сюжет
Смешарики собираются у Кар-Карыча на «скук-совет». Они думают о том, как отмечать день рождения Копатыча. Предлагают лото и «эрудит». Внезапно входит Крош. Он хочет устроить настоящий праздник с фейерверками и сюрпризами. Но Кар-Карыч напоминает ему, к чему привели его идеи на прошлых праздниках. Тогда Крош начал  думать, что друзья его разыгрывают. Он твёрдо решает устроить праздник и пошёл звонить всем праздничным агентствам, но ему все отказали. Тогда Крош в гневе отбросил книгу «Ваш досуг». Из книги вылетает визитка агентства «Дежавю». Крош звонит по указанному на карточке телефону, и через 2 секунды недавно ставший стажёром в начале фильма Крот Агент уже оказывается у него за спиной.
Крош не ожидал такого быстрого визита и поначалу подумал, что Крот — клоун. Крот очень удивляется, когда узнаёт, что в путешествии во времени будет участвовать 8 персон, и подписывает договор, а в это время в комнату входят музыканты мексиканского происхождения — «Маракучос». Крош не понимает, что ему предлагают, и тогда Крот Агент рассказывает Крошу о путешествиях во времени. Но Крош только рассмеялся. Чтобы доказать Крошу возможность путешествий во времени, Крот отправляет его на 5 минут назад. Крош телепортируется на 5 минут назад, где замечает самого себя. Остановив подходившего к порталу Кроша, тот создаёт временной парадокс. Два Кроша встречаются и очень радуются друг другу. Крош, не обращая внимания на слова Крота, подписывает контракт и обещает заплатить карточкой.
В это время на поляне проходит спокойный день рождения Копатыча. Но так как Крош не сообщил о своих планах, появление работников «Дежавю» было очень неожиданным. Крот и его ассистенты отправляют всех Смешариков в разные эпохи. Вернувшись домой к Крошу, Крот напоминает, что тот хотел рассчитаться карточкой, и Крош отдаёт ему карточку с машинкой. Поняв, что был одурачен, Крот начинает психовать и рвёт карточку. Второй Крош подпрыгивает и начинает грызть договор. Разозлившись на это, Крот отправляет второго Кроша в мезозойскую эру прямиком с договором. Другой Крош хватает хронопульт и тоже попадает в мезозой.
У Кроша начались приключения, он поднимает такой шум, что на него нападает тираннозавр, но другой Крош спасает его. Двойник провёл несколько лет в джунглях и поумнел. Также, он сохранил контракт и с помощью него настраивает пульт. В это время Крош, балуясь, поднимает шум. Второй Крош пытается его успокоить, но уже поздно. Тираннозавр снова находит их. Кроши прячутся подальше в пещере. За занудство Крош даёт своему двойнику имя «Шорк». Но, подняв очередной крик, Крош привлекает внимание хищника. Шорк пытается настроить пульт, убегая от динозавра. Погоня в пещере, ловкий манёвр Шорка — и «Кроши» отправляются в следующую эпоху.
Теперь они попадают в Средневековье. Крош снова берётся за своё. Но в этот момент на Шорка выливают домовые отходы, что очень разозлило его. В этой эпохе находятся Копатыч и Лосяш. Шорк с Крошем пытаются пройти на турнир (на котором медведи сражаются друг с другом за мёд, сидя на лосях, которые ещё не такие умные и развитые, как в настоящее время, и которых используют как средство передвижения), и в конце концов Крош находит крышу, с которой он был виден. Внезапно на поле выбегают Копатыч и Лосяш. Их противником оказывается страшный и свирепый монстр - чёрный рыцарь из чёрных земель. Из-за Кроша Копатыч с Лосяшем проигрывают. За то, что Копатыч обозвал маму судьи ведьмой, его выгоняют, а Лосяша (в роли ездового животного) отдают победителю. У ворот встречаются «Кроши» и Копатыч. Они отправляются спасать Лосяша. Миссия проходит успешно, но вдруг на хронобудке (прародителе хронопульта) прилетают Крот и его помощники. На этот раз они оказываются вооружены и намереваются «аннулировать» (аннигилировать) друзей. Но смекалка Шорка позволяет отвлечь внимание Крота и уронить одного из Маракучос. Тот стреляет, промахивается и попадает по башне. Та рушится и также ломает крышу. Крош, Шорк, Лосяш и Копатыч падают в загон для лосей. Шорк кричит, от чего все лоси срываются с места, выбивают дверь загона и несутся по городу, сметая всё на своём пути. Смешарики оседлают их и направляются в следующую эпоху. Вместе с ними успевает телепортироваться и Крот Агент.
На этот раз Смешарики попадают в спокойный Древний Китай. Там Совунья, Бараш и Ёжик дают представление императору. Неожиданно из сцены, повреждая декорацию, вылетают Крош, Шорк, Копатыч, Лосяш и Крот Агент. В ходе драки пульт случайно попадает в рот императору, тот по закону подлости нажимает кнопку, и из мезозоя прилетает тираннозавр. Начинается паника, все убегают из дворца, монстр сеет в городе хаос. Во время бега ему на глаза падает праздничный баннер красного цвета. Шорк, оседлав хищника, пытается увести его, но динозавр всё равно гонится за Смешариками. Крот снова отбирает пульт, но Шорк в полёте забирает его. Смешарики выбегают за пределы города и телепортируются  на Дикий Запад.
Шорк начинает читать лекцию Крошу насчёт поведения. Крош говорит, что все они — зануды, которые его не понимают. Он уходит в пустыню и через некоторое время приходит в салун, дабы выпить свежего морковного сока (пива). Там его ловят и сажают в мешок ковбои с барменом. В это время Крот и Маракучос прибывают туда же на хронобудке, и начинается драка. После битвы салун оказывается уничтожен, а Крош пленён Кротом и посажен в вагон локомотива. Смешарики в это время встречают только что прилетевших Пина, Нюшу и Кар-Карыча. Все в сборе. Друзья идут по пустыне, приходят к железной дороге и видят с обрыва разрушенный салун, но вдруг прибывает поезд с Маракучос и Кротом. Крот обещает Шорку, что отдаст Кроша за пульт, и происходит обмен. Однако Крот обманным путём сажает всех в закрытый вагон поезда и пускает его под откос. Крош освобождается и пробирается к концу поезда. Он отбирает пульт и бежит к друзьям. Поезд стремительно мчится к каньону, Шорку не удаётся остановить поезд, который преследуют Крот и Маракучос на дрезине. Поезд улетает в пропасть, а Крош в последний момент успевает телепортировать друзей дальше.
Затем Смешарики вместе с Агентом Кротом и его помощниками очень быстро пролетают Древний Египет и Древнюю Скандинавию.
Кроту всё-таки удаётся заполучить хронопульт в ледниковом периоде, и он вместе с помощниками улетает в мезозой, где спинозавр раздавливает пульт и аннулятор. Крош и Шорк забирают систему связи (микрофон) Крота. В агентстве начинается паника в связи с выявлением компьютером временной аномалии. Кроты принимают решение срочно вернуть клиентов. Так и происходит. Поезд (почти разрушенный) прилетает в агентство и частично разрушает его. Но Кротобосс говорит, что нужно удалить все временные парадоксы, в том числе и Шорка. Крош прощается с Шорком, но Шорк, перед тем, как исчезнуть в небытье, обещает, что они снова встретятся.
В конце фильма друзья играют в снегу, а Крот с помощниками в наказание навсегда остаётся в Мезозое. Он живёт в пещере Шорка, вешает свой рисунок и делает себя лучшим работником месяца. После титров показывают снежный шар, который берёт сумевший вернуться в своё время Шорк.

## Роли озвучивали
| Актёр                | Роль                                                                                    |
| -------------------- | --------------------------------------------------------------------------------------- |
| Антон Виноградов     | Крош / Шорк (до попадания в Мезозой)                                                    |
| Михаил Хрусталёв     | Шорк (после попадания в Мезозой) / бандиты / глашатай / средневековый купец / рок-певец |
| Вадим Бочанов        | Бараш                                                                                   |
| Светлана Письмиченко | Нюша                                                                                    |
| Михаил Черняк        | Лосяш / Копатыч / Пин                                                                   |
| Сергей Мардарь       | Кар-Карыч / Совунья / Буэно                                                             |
| Владимир Постников   | Ёжик                                                                                    |
| Павел Деревянко      | Агент Крот 3630                                                                         |
| Андрей Шамин         | Мало                                                                                    |
| Сергей Васильев      | Мал                                                                                     |
| Максим Сергеев       | Кротобосс / бармен                                                                      |
| Елена Шульман        | Альбина / телефонные операторы                                                          |
| Ксения Бржезовская   | Телефонные операторы / Сабина                                                           |
| Олег Куликович       | Импресарио                                                                              |
| Владимир Маслаков    | Мандарин / викинг                                                                       |
| Денис Чернов         | Тёмный рыцарь                                                                           |
| Алексей Горбунов     | Тираннозавр (звуки)                                                                     |

## Создатели
- Режиссёр-постановщик: Денис Чернов
- Авторы сценария: Денис Чернов, Дмитрий Яковенко
- Оператор 3D камеры: Татьяна Белова
- Художник-постановщик: Ольга Овинникова
- Композиторы: Сергей Васильев, Марина Ланда
- Аранжировщик для оркестра: Дмитрий Бюргановский
- Звукорежиссёры: Игорь Яковель, Денис Душин
- Исполнительный продюсер: Юлия Осетинская
- Директор картины: Надежда Кузнецова
- Продюсеры: Илья Попов, Фёдор Бондарчук, Дмитрий Рудовский
- Художественный руководитель: Анатолий Прохоров

## Награды
- 2018 — «Мультимир»: приз народного голосования «За лучший российский полнометражный анимационный фильм»[4].